# Centella capensis
Centella capensis là một loài thực vật có hoa trong họ Hoa tán. Loài này được (L.) Domin mô tả khoa học đầu tiên năm 1908.